# خطوط الصايغ الجوية
خطوط الصايغ الجوية هي شركة طيران تتخذ من الإمارات العربية المتحدة مقرًا لها. ويُعد مطار الشارقة الدولي مركز عملياتها الرئيسي.

## الأسطول
يتكون أسطول خطوط الصايغ الجوية من الطائرات التالية (اعتبارًا من 25 أبريل 2012):